# Волкович, Тимофей Иванович
Тимофей Иванович Волко́вич (1899, с. Жуково, Могилёвская губерния — 1981, Боровичи, Новгородская область) — советский военачальник, гвардии генерал-майор. Почётный гражданин г. Бердичев.

## Биография
Родился в бедняцкой семье в с. Жуково Мстиславского уезда Могилёвской губернии (ныне — в Монастырщинском районе Смоленской области). В 1914 году окончил Мстиславское духовное училище, в 1917 — Могилевскую духовную семинарию.
В марте 1919 года был принят в члены РКП(б), а в мае того же года добровольцем ушëл на гражданскую войну. Дважды ранен. Затем — кадровый офицер РККА.
В 1927 был направлен на курсы разведчиков при Генеральном штабе Красной Армии. После окончания курсов командовал укреплёнными районами на Дальнем Востоке, исполнял должность начальника штаба кавалерийской дивизии, инспектора пехоты округа. За отличное выполнение своих обязанностей награждён Почëтной грамотой и орденом «Красная Звезда».
Участник Великой Отечественной войны. С первых дней войны полковник Тимофей Волкович работал в Государственном комитете обороны СССР.
15 августа 1941 его назначают на должность командира 402-й азербайджанской стрелковой дивизии — воинской части, которая была сформирована на территории Азербайджанской ССР. C октября 1941 года по апрель 1942 года, после советско-британских соглашений о поставках вооружений «южным путём» с целью обеспечения безопасности перевозок по Трансиранской железной дороге данная дивизия участвовала в вооруженной оккупации Ирана.
Находясь в Иране Тимофей Волкович поочередно командует воинскими формированиями: с 10 августа 1942 года по 18 мая 1943 года он возглавляет 75-ю стрелковую дивизию (1-го формирования), а с 5 июня по 12 ноября 1943 года — командир 261-й стрелковой дивизии.
В октябре 1943 года приказом Верховного Главнокомандующего 8-я гвардейская стрелковая бригада была расформирована и 7 октября на основе состава 8-й гвардейской стрелковой бригады, 81-й морской стрелковой бригады и 107-й стрелковой бригады была сформирована 117-я гвардейская стрелковая дивизия. Командиром новой дивизии был назначен полковник Л. В. Косоногов, который вскоре погиб во время подрыва морского катера на подводной мине в Керченском проливе 17 ноября 1943 года (в день присвоения ему звания генерал-майора). На его место в Керченский плацдарм 22 декабря 1943 года и был назначен полковник Тимофей Иванович Волкович.
Позднее под командованием Тимофея Волковича 117-я гвардейская стрелковая дивизия в ходе Житомирско-Бердичевской операции приняла непосредственное участие в освобождении Бердичева, за что ей приказом Верховного Главнокомандующего было присвоено наименование Бердичевская. Далее дивизия принимала участие в Проскуровско-Черновицкой, Львовско-Сандомирской , Сандомирско-Силезской, Нижне-Силезской и Берлинской операциях, закончила войну Пражской операцией, принимала участие в освобождении городов Пласи и Пльзень (Чехословакия). После окончания Великой Отечественной войны 117-я гвардейская стрелковая дивизия прибыла на постоянное место дислокации в Бердичев.
20 апреля 1945 года полковнику Тимофею Волковичу было присвоено звание генерал-майора. После войны генерал-майор Т. И. Волкович продолжал командовать этой дивизией в составе Львовского ВО в г. Бердичев. С марта 1946 по 24 января 1947 г. он находился на ВАК при Высшей военной академии им. К. Е. Ворошилова, затем был прикомандирован к Военной академии им. М. В. Фрунзе для использования на преподавательской работе. В апреле 1948 г. был назначен начальником Шуйского пехотного училища. 22 марта 1950 г. направлен военным советником академии Болгарской народной армии, однако в том же месяце тяжело заболел и в командировку не уехал, а по выздоровлении с марта 1951 г. вновь руководил Шуйским пехотным училищем. 17.7.1956 г. уволен в отставку по болезни
Проживал в г. Боровичи Новгородской области.

## Награды
- Два Ордена Ленина,
- Четыре Ордена Красного Знамени,
- Орден Кутузова 2-й степени,
- Орден Красной Звезды,
- Юбилейная медаль «XX лет Рабоче-Крестьянской Красной Армии»
- медали СССР,
- Почетный гражданин города Бердичев.